# Gare de Ouled Benziane
La gare de Ouled Benziane est une gare ferroviaire algérienne située sur le territoire de la commune de Beni Mester, dans la wilaya de Tlemcen.

## Situation ferroviaire
La gare se situe sur la ligne de Tabia à Akid Abbes où elle est précédée de la gare de Zelboun et suivie de celle de Oued Zitoun.
| \| Tlemcen Ghazaouet Akid Abbes Maghnia Ouled Benziane Tabia \| Localisation de la gare d'Ouled Benziane |
| Tlemcen Ghazaouet Akid Abbes Maghnia Ouled Benziane Tabia                                                |

## Service des voyageurs

### Dessertes
La gare d'Ouled Benziane est desservie par les trains régionaux de la liaison Tlemcen - Maghnia.